# Prasat Kravan

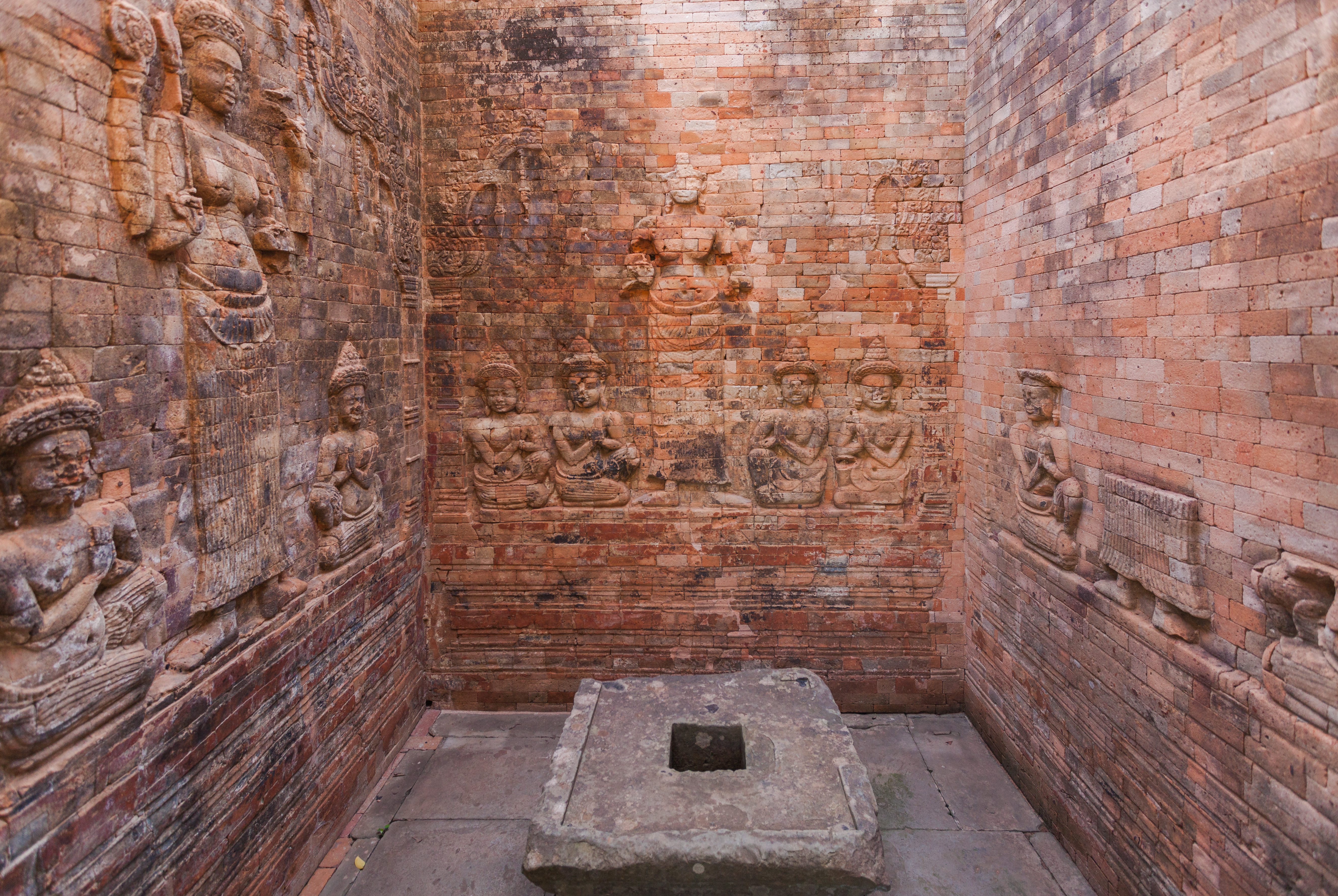
Vista all'interno di una torre

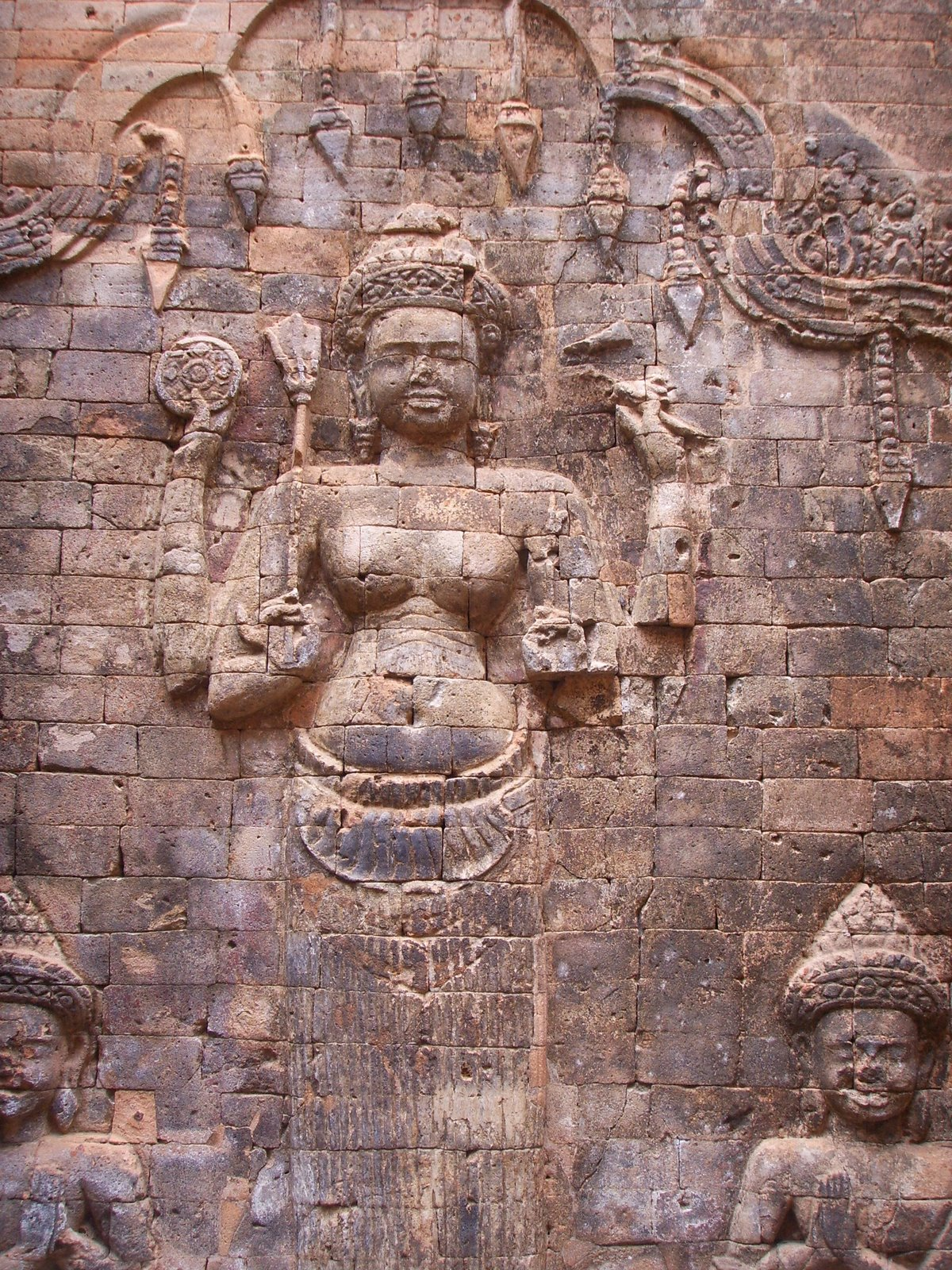
Bassorilievo

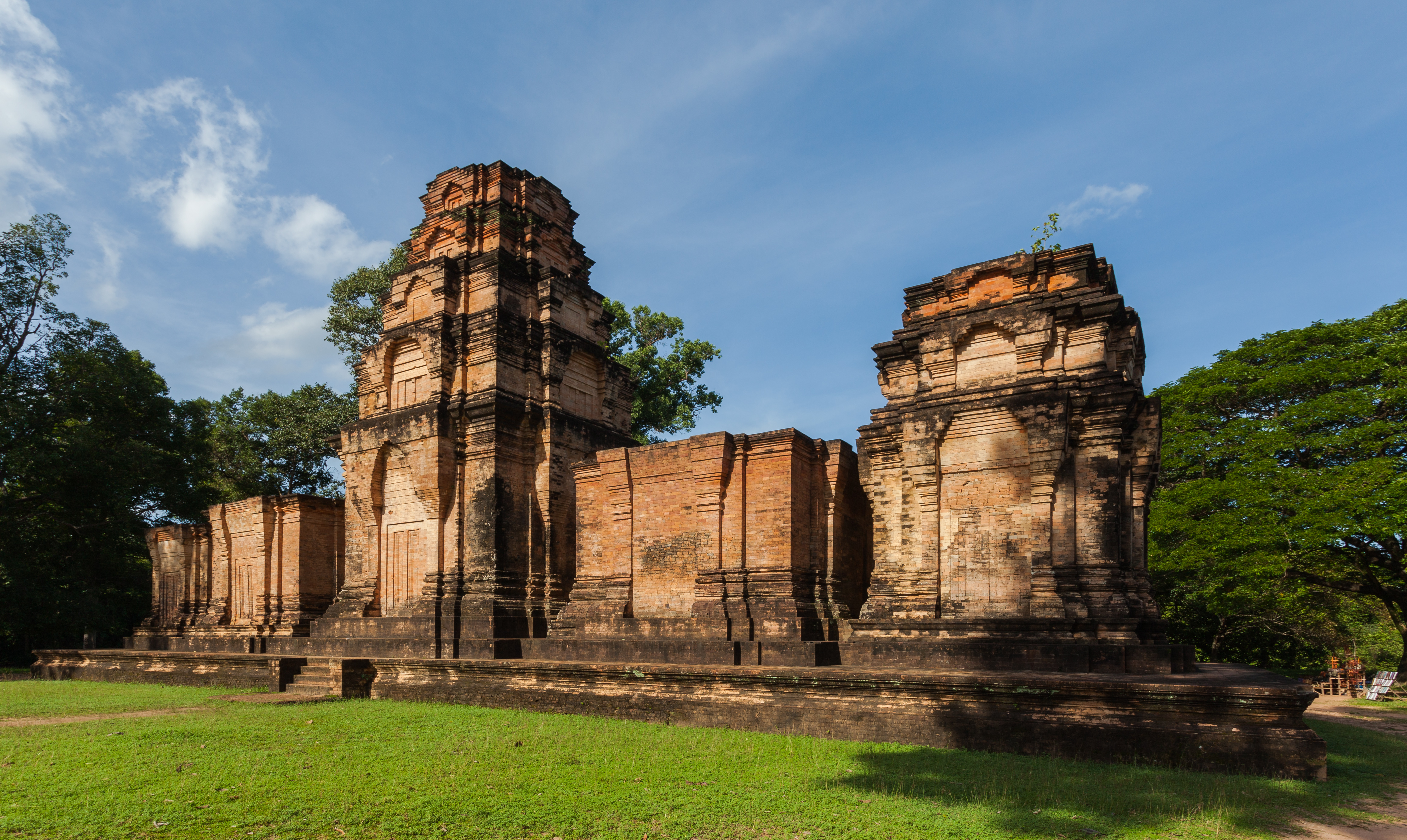
Vista laterale

Prasat Kravan (in lingua khmer:ប្រាសាទក្រវ៉ាន់) è un tempio induista minore del X secolo, costituito da cinque torri in mattoni rossi connessi da un composto vegetale, che si ergono su una terrazza comune. Si trova ad Angkor, in Cambogia, a sud del bacino artificiale scavato (o "srah") chiamato Srah Srang.

## Storia del monumento
Il suo nome originale in Sanscrito è ignoto, mentre il nome moderno Khmer, "Prasat Kravan", significa tempio del cardamomo. Il tempio fu edificato su iniziativa di alti dignitari di corte, durante i brevi regni di Harshavarman I o di Ishanavarman II, e dedicato a Visnù nel 921 d.C., secondo l'iscrizione presente sugli stipiti degli ingressi in arenaria. Non fu completato in diversi particolari.
Il sito fu liberato dalla vegetazione negli anni Trenta da Henri Marchal e Georges Trouvè. Successivamente le torri furono restaurate su iniziativa di Bernard Philippe Groslier, Sovrintendente di Angkor, tra il 1962 e il 1966, anche con l'aggiunta di nuovi mattoni, contrassegnati con la sigla "CA", che sta per "Conservation Angkor".

## Descrizione
Il tempio è orientato verso Est ed è circondato da un piccolo fossato. Pur nelle ridotte dimensioni, il suo aspetto esterno colpisce per il classicismo e la simmetria delle linee. La torre centrale e quella più a sud hanno delle sovrastrutture architettoniche, che utilizzano dei piani di dimensioni progressivamente ridotte per ottenere un semplice effetto di falsa prospettiva.
Due delle torri, quella centrale e quella nord, contengono interessanti bassorilievi che raffigurano Visnù e la sua sposa Lakshmi. Essi sono stati ottenuti scolpendo le mura in mattoni, secondo una tecnica abbastanza comune nei templi Cham, ma praticamente unica nei monumenti Khmer conosciuti.
I bassorilievi interni del santuario della torre centrale sono rappresentazioni di Vishnu. Ce ne sono tre in tutto:
- Vishnu in sella a Garuḍa, nella classica raffigurazione con le quattro braccia ed attributi: conchiglia, sfera, disco e mazza;
- Vishnu nella forma del nano Vāmana, che con un balzo sopra l'oceano (rappresentato da tre linee ondulate) riprende possesso del mondo. L'immagine illustra il mito di Vishnu Trivikrama che, su richiesta di Indra, incarnato nell'avatar Vamana ingannò il re dei demoni Bali e riprese il dominio del mondo, trasformandosi in un gigante e compiendo tre enormi balzi.
- Vishnu con otto braccia che si erge statuario tra devoti in adorazione, sormontato dall'immagine di un coccodrillo o di una lucertola. Il significato preciso della raffigurazione è sconosciuto[4].

I muri interni della torre nord riportano un paio di bassorilievi di Lakshmi, sposa di Vishnu, affiancata da adoratori:
- nella prima raffigurazione, la dea porta come attributi sia il tridente di Shiva che il disco di Vishnu, proponendola forse come la grande dea che trascende il dualismo dei culti shivaiti e vishnuiti;
- sul muro opposto, in una forma più tradizionale, con dei fiori di loto nelle mani.